# Зарево (об'єднання)
Об'єднання українських студентських товариств національного соціалізму "Зарево" — український осередок студентського життя в еміграції, який був створений для утвердження ідеї української державності серед емігрантської молоді.

## Передумови та історія виникнення
Так, ще з 1923 року зустрічаються згадки про окремі осередки "Зарева", не оформлені в єдину структуру.
Одразу після другої світової війни розпочалася друга хвиля політичної еміграції, у межах якої понад 250.000 українців переселилися до Німеччини й Австрії, а наприкінці 1940-х - на початку 1950-х років розселилася по різних континентах і країнах. 
Післявоєнна доба стала часом активного розвитку студентських організацій за кордоном, зокрема в тих осередках, де діяли представництва реорганізованого Державного Центру Української Народної Республіки в екзилі: Українського Студентського товариства національного солідаризму в Греції, Українського Студентського товариства "Січ" в Ерлянгені, Українського Студентського товариства "Січ" у Мюнхені, Українського Студентського товариства в Регенсбурзі. 
З метою об'єднання всіх крайових і міжкрайових українських студентських товариств в усіх осередках української діаспори були створені представництва (централі), які мали сприяти подальшій координації дій та розвитку громадського життя всіх українців поза комуністичною сферою впливу.

## Заснування "Зарева"
28-29 травня 1949 року на Конгресі Української Націоналістичної молоді в Мюнхені постало єдине і цілісне Об'єднання Українських Студентських Товариств "Зарево".
На мюнхенському конгресі було обрано провід (правління) "Зарева", до якого ввійшли:
1. Провідник - Марко Антонович.
2. Заступники - Петро Стерчо, Микола Плав'юк.
3. Секретарі - Аркадій Жуковський, Петро Шевченко.
4. Організаційний референт - Іван Жегуц.
5. Пресовий референт - Богдан Винар.
6. Члени контрактової комісії: Голова - Борис Суховерський; члени - Антін Добрянський, Іван Туринський.
7. Члени судової комісії: Голова - Богдан Цюцюра; члени - Всеволод Квасницький, Богдан Микитчак (ЦДАВО, ф. 5235, оп. 1, спр. 4, арк. 65). Майже всі члени проводу були відомими політичними та громадськими діячами вже на момент створення об'єднання, але загальновідомими вони стануть з часом. Серед них - майбутній Президент Державного Центру УНР в екзилі, його заступники, діячі військового та фінансового Ресортів Уряду УНР.

На Конгресі 1949 року були заслухані й докладно обговорені такі актуальні на той момент теми доповідей, як тема Ярослава Гайваса "До ситуації на Рідних Землях", Марка Антоновича "Наші завдання на ідеологічному фронті", Аркадія Жуковського "Побудова та завдання студентської ідеологічної централі", Дмитра Андрієвського "До української зовнішньої політики"

## Відновлення діяльності
10-12 червня 1994 року на Установчому З'їзді в Пущі-Водиці Об'єднання Студіюючої Молоді "Зарево" відновило свою діяльність в Україні саме під такою автентичною назвою. Багато було питань, чому саме "Зарево", були нарікання, що це російське слово, але цю назву свого часу вибрала українська молодіжна еліта, яка, я сподіваюсь, добре знала українську мову і ми, шануючи наших славних попередників, відновили об'єднання саме під такою назвою.
Щодо досягнень у минулому, то вони величезні, але краще, ніж у попередніх статтях професора Аркадія Жуковського і Голови ОУН Миколи Плав'юка, про них не сказати.
Рішенням №841 від 27.03.1997 року зареєстровано Об`єднання Студіюючої Молоді "Зарево"
Станом на 2013 рік головою "Зарева" є Віктор Генералюк, магістр державного управління, аспірант Національної Академії державного управління при Президентові України.

## Діяльність "Зарева"
Роботу в рамках "Зарева" можна умовно поділити на роботу Проводу і осередків. Звичайно, найбільше акцій проходить в осередках, Провід, здебільшого, координує роботу, хоча і сам проводить заходи. Величезного значення має підтримка і розвиток контактів на міжнародному рівні, зокрема з білоруськими, французькими, польськими молодіжними організаціями. Деякі члени "Зарева" брали участь в рамках різних освітніх програм у навчанні в Канаді, Угорщині, Польщі, Ірландії, США.

## Почесні члени ОСМ "Зарево"
- Марко Антонович, перший голова проводу "Зарева", у минулому Президент Української Вільної Академії Наук.
- Аркадій Жуковський, другий голова проводу "Зарева", Голова Наукового товариства ім. Шевченка у Західній Європі.
- Микола Плав`юк, член президії "Зарева", Президент Української Народної Республіки в екзилі, Голова Проводу ОУН та фундації ім. О.Ольжича.

ОСМ "Зарево" є засновником Всеукраїнського молодіжного журналу "Смолоскипи", організовує таборівки, вишколи, конференції, школи молодого політика, співпрацює з молодіжними організаціями України, Польщі, Білорусі, Латвії, Франції, Словаччини, фундаціями ім. О.Ольжича та Європейської інтеграції (м. Гданськ), державними органами України.